# Luftangriffe auf Ulm
Während des Zweiten Weltkrieges kam es zu schweren Luftangriffen auf Ulm. Der schwerste Luftangriff erfolgte am 17. Dezember 1944, bei diesem wurden hunderte Menschen getötet oder verletzt. Rund 25.000 Menschen wurden allein durch diesen Angriff auf Ulm obdachlos. Bis zum Ende des Krieges wurden 1710 Luftkriegsopfer erfasst und 81 % der historischen Altstadt zerstört. Nur 1.763 der 12.756 Gebäude in der Stadt blieben intakt. Das Ulmer Münster blieb stehen und ragte über den umgebenden Ruinen empor.

## 1940 bis Herbst 1944
Ein erster Luftangriff traf am 4. Juni 1940 Klingenstein wenige Kilometer westlich von Ulm, bei dem 5 Personen getötet wurden. Die Zahl der Fliegeralarme wuchs in den Folgejahren von 11 (1941) auf 19 (1942) und nahm 1943 weiter zu. Bombenabwürfe blieben jedoch die Ausnahme und verursachten allenfalls Sachschäden. Ab Ende Februar 1944 steigerten sich Anzahl der Fliegeralarme bei Nacht und auch tagsüber erheblich. Am 16. März 1944 erfolgte der erste Tagesangriff, geführt von einer USAAF-Flotte (auf dem Rückflug von einem Angriff auf Augsburg), der 10 Todesopfer forderte. Ab Juli 1944 erfolgten weitere Luftangriffe, wobei der Ulmer Güterbahnhof (Schnittpunkt wichtiger Bahnlinien vom Rhein via München zu den Ölfeldern Rumäniens und zum Kriegsschauplatz in Italien) und die Magirus-Werke (Produktion schwerer Militärfahrzeuge und Feuerlöschgeräte) wichtige Einzelziele waren. Ein Angriff am 9. August 1944 forderte 57 Opfer, weitere am 10. und 13. September 49 bzw. 32 Tote.

## 17. Dezember 1944
Der Angriff am 17. Dezember war der einzige Großangriff des britischen Bomber Command auf das Stadtzentrum von Ulm gemäß der Area Bombing Directive. Am Stadtrand von Ulm befanden sich mehrere kriegswichtige Anlagen: Die LKW-Fabriken von Magirus-Deutz und Kässbohrer sowie Wehrmachtskasernen und Depots. Insgesamt 1.449 Tonnen Bomben wurden während des 25-minütigen Angriffs abgeworfen. Das Kernzielgebiet war das Stadtzentrum (Münsterplatz). Die Ulmer Altstadt wurde als Kerngebiet des Angriffs ausgewählt, da hier der Holzanteil an der Gesamtbaumasse am höchsten war. Damit stellte sie zum Entzünden eines Feuersturms das optimale Zielgebiet dar. Von diesem zog sich das zu bombardierende Areal in Richtung Westen zu den Industriegebieten und Eisenbahnanlagen hin. Weite Teile der Altstadt, die Gallwitz-Kaserne und mehrere Lazarette und Industriebetriebe wurden zerstört. Der Luftangriff lief wie folgt ab: Vor dem Bombardement wurde das Zielgebiet mit Leuchtkörpern (sog. Christbäumen) erhellt und von Mosquito-Schnellbombern durch rote und grüne Markierungskörper abgegrenzt. Dies wurde überwacht durch einen in großer Höhe fliegenden Masterbomber, der über Funk mit den Markierungsfliegern verbunden war. Dann überprüfte der Masterbomber auf einer tieferen Flugbahn nochmals das Ulmer Zielgebiet, legte die exakten Anflughöhen und -richtungen fest und gab den Angriff frei. Zuerst wurden tausende Sprengbomben sowie Dutzende Luftminen abgeworfen. Durch die Druckwellen der Explosionen wurden die Dächer aufgerissen und Fenster zerstört. Danach wurden zehntausende Stabbrandbomben über dem Zielgebiet abgeworfen, die nun in die aufgerissen Dachstühle der Häuser fielen und diese innerhalb kürzester Zeit in Vollbrand versetzten. Binnen kurzer Zeit weiteten sich tausende kleinere Gebäudebrände zu einem Großbrand aus, der – begünstigt durch Gesamtwetterlage und Windrichtung – zur Entstehung eines Feuersturms führte.

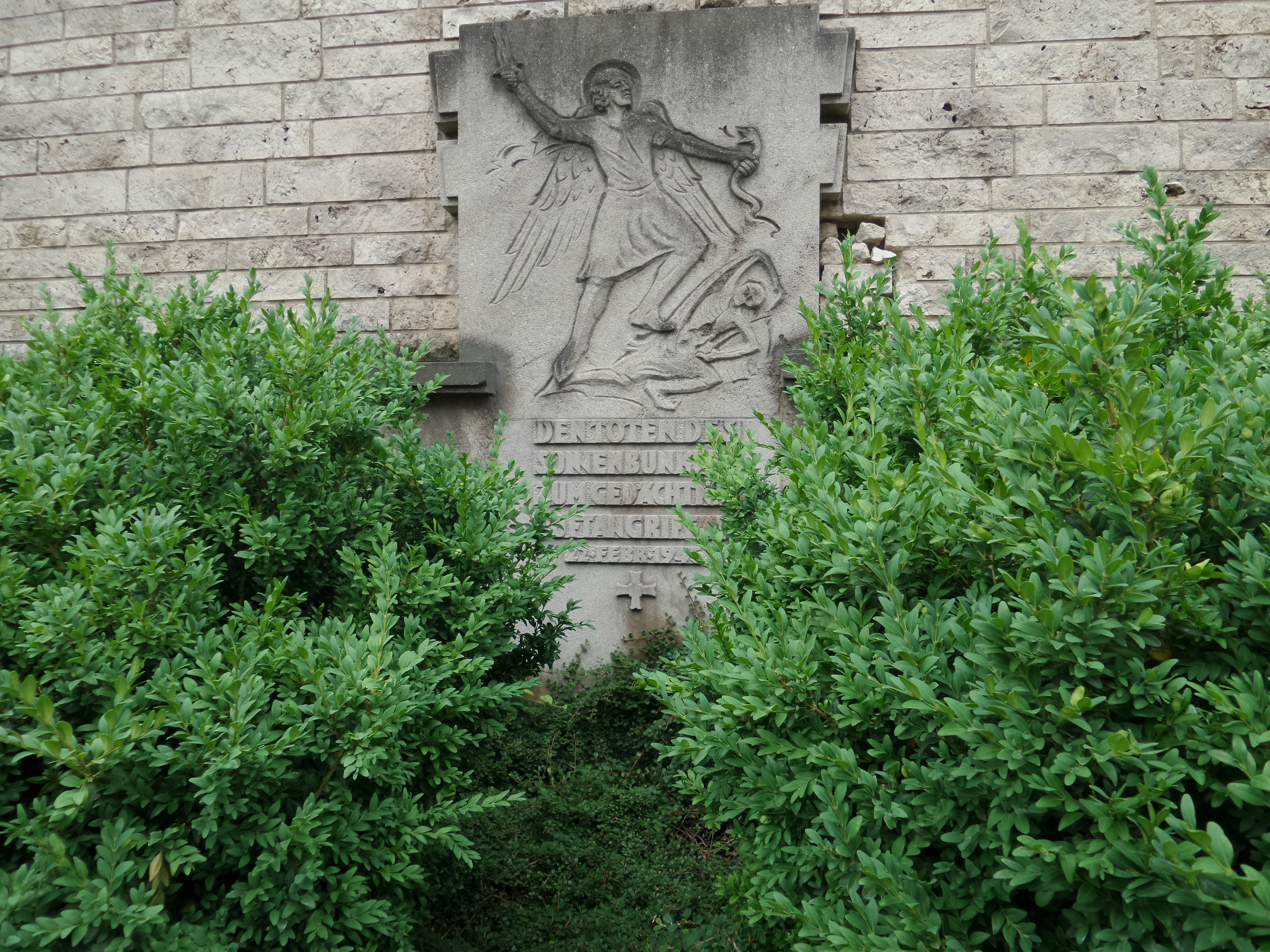
Erinnerungsmal zum Gedenken der Toten des Sonnenbunkers in Söflingen beim Luftangriff auf Ulm am 22. Februar 1945

Der Angriff des 17. Dezember 1944 wurde ausgeführt mit 317 Avro-Lancaster-Bombern und 13 leichten de Havilland Mosquito Bombern der No. 1 Bomber Group und No. 8 Bomber Group der RAF. Zwei Lancaster-Bomber wurden durch die deutsche Flak abgeschossen. Der Angriff forderte offiziell 707 Todesopfer. 613 Personen wurden verwundet.

## 1945
Weitere Angriffe trafen Ulm von Februar bis April 1945, die beträchtliche Zerstörungen auch in bislang nicht getroffenen Gebieten der Stadt verursachten. Am 22. Februar 1945 kamen 206 Personen ums Leben, darunter mindestens 155 beim Einsturz des öffentlichen Luftschutzraumes Sonnenbunker im Stadtteil Söflingen. Eine noch größere Flotte als am 17. Dezember 1944 bombardierte Ulm am 1. März 1945, wobei 479 Personen den Tod fanden. Es folgten weitere Angriffe, zunehmend auch durch Tiefflieger mit Bordwaffen. Am 19. April 1945 starben nochmals 91 Personen. Erst die Besetzung der Stadt am 24. April 1945 durch von Westen einrückende alliierte Truppen bedeutete das Ende der Bombardierungen.